# Chard
Chard är en stad  i grevskapet Somerset, England. Den ligger 24 km söder om staden Yeovil. Staden hade 13 074 invånare vid folkräkningen år 2011.
Chard är berömt för sin tillverkning av spets.

## Historia
Namnet på staden var år 1065 Cerden och den nämndes i Domesday Book 1086 som Cerdre. Efter normandernas erövring av England hölls staden av biskopen av Wells. År 1234 fick staden sitt första privilegiebrev av Johan av England. Det mesta av staden brann ner år 1577 och staden förstördes även under det Engelska inbördeskriget.